# Temporada da IndyCar Series de 2010
A temporada da IZOD IndyCar Series de 2010, foi a décima quinta temporada da categoria. Esta temporada foi a primeira após seis anos a receber um patrocínio no título da categoria, da Izod, que foi anunciado no dia 5 de novembro de 2009.
A temporada contará com 17 corridas, começando no dia 14 de março em São Paulo e encerrando no dia 2 de outubro em Miami, sendo a principal etapa, as 500 Milhas de Indianápolis, disputada no dia 30 de maio.
Entre as novidades estão as estreias das etapas em São Paulo, Brasil, primeira corrida da IndyCar Series a ser disputada na América do Sul, e no Barber Motorsports Park, em Birmingham, Alabama. As etapas de Richmond e Milwaukee foram retiradas do calendário. Também em 2010, o CEO da IRL e do Indianapolis Motor Speedway, Tony George deixou o cargo de presidente de ambas. O Atual presidente da IRL é Randy Bernard vindo do Professional Bull Riders.
O campeão foi o escocês Dario Franchitti da equipe Chip Ganassi Racing, que conquistou o título pela terceira vez.

## Calendário
| Prova | Título Oficial do GP da IndyCar Series | Circuito                    | Local               | Data           | Horário (ET) |
| ----- | -------------------------------------- | --------------------------- | ------------------- | -------------- | ------------ |
| 1     | São Paulo Indy 300                     | Circuito Anhembi            | São Paulo, SP       | 14 de março    | 11:30        |
| 2     | Honda Grand Prix of St. Petersburg     | Ruas de São Petersburgo     | São Petersburgo, FL | 28 de março[1] | 10:00        |
| 3     | Indy Grand Prix of Alabama             | Barber Motorsports Park     | Birmingham, AL      | 11 de abril    | 15:00        |
| 4     | Toyota Grand Prix of Long Beach        | Ruas de Long Beach          | Long Beach, CA      | 18 de abril    | 15:30        |
| 5     | RoadRunner Turbo Indy 300              | Kansas Speedway             | Kansas City, KS     | 1 de maio      | 13:30        |
| 6     | 94th Indianapolis 500                  | Indianapolis Motor Speedway | Speedway, IN        | 30 de maio     | 12:00        |
| 7     | Firestone 550                          | Texas Motor Speedway        | Fort Worth, TX      | 5 de junho     | 20:00        |
| 8     | Iowa Corn Indy 250                     | Iowa Speedway               | Newton, IA          | 20 de junho    | 13:30        |
| 9     | Camping World Grand Prix at The Glen   | Watkins Glen International  | Watkins Glen, NY    | 4 de julho     | 15:30        |
| 10    | Honda Indy Toronto                     | Ruas de Toronto             | Toronto, ON         | 18 de julho    | 12:30        |
| 11    | Rexall Grand Prix of Edmonton          | Ruas de Edmonton            | Edmonton, AB        | 25 de julho    | 17:00        |
| 12    | Honda Indy 200                         | Mid-Ohio Sports Car Course  | Lexington, OH       | 8 de agosto    | 14:30        |
| 13    | Indy Grand Prix of Sonoma              | Infineon Raceway            | Sonoma, CA          | 22 de agosto   | 17:00        |
| 14    | Peak Antifreeze & Motor Oil Indy 300   | Chicagoland Speedway        | Joliet, IL          | 28 de agosto   | 19:00        |
| 15    | Kentucky Indy 300                      | Kentucky Speedway           | Sparta, KY          | 4 de setembro  | 20:00        |
| 16    | Indy Japan 300                         | Twin Ring Motegi            | Motegi, JPN         | 18 de setembro | 22:00        |
| 17    | Cafés do Brasil Indy 300               | Homestead-Miami Speedway    | Homestead, FL       | 2 de outubro   | 18:00        |

- Circuitos ovais
- Circuitos de rua temporários
- Circuitos mistos permanentes

Notas
- 1 ^ A corrida inicialmente estava marcada para o domingo dia 28 de março, porém devido as fortes chuvas, a prova foi adiada, sendo realizada na segunda-feira, dia 29 de março.[3]
- O calendário provisório da categoria em 2010 foi divulgado no dia 31 de julho de 2009 em Kentucky.[4]
- No dia 25 de novembro de 2009 foi anunciado que a primeira etapa no Brasil será realizada na cidade de São Paulo,[5] em uma pista de rua na região do Complexo do Anhembi, passando pelo Sambódromo e pela Marginal Tietê.[6]

## Pilotos e Equipes
| Equipe                        | Chassis | Motor | Pneu | Nº | Pilotos                 | Corridas         |
| ----------------------------- | ------- | ----- | ---- | -- | ----------------------- | ---------------- |
| Target Chip Ganassi Racing    | Dallara | Honda | F    | 9  | Scott Dixon             | 1-17             |
| Target Chip Ganassi Racing    | Dallara | Honda | F    | 10 | Dario Franchitti        | 1-17             |
| Team Penske                   | Dallara | Honda | F    | 3  | Helio Castroneves       | 1-17             |
| Team Penske                   | Dallara | Honda | F    | 6  | Ryan Briscoe            | 1-17             |
| Team Penske                   | Dallara | Honda | F    | 12 | Will Power              | 1-17             |
| Andretti Autosport            | Dallara | Honda | F    | 7  | Danica Patrick          | 1-17             |
| Andretti Autosport            | Dallara | Honda | F    | 11 | Tony Kanaan             | 1-17             |
| Andretti Autosport            | Dallara | Honda | F    | 26 | Marco Andretti          | 1-17             |
| Andretti Autosport            | Dallara | Honda | F    | 27 | Adam Carroll (R)        | 9, 12            |
| Andretti Autosport            | Dallara | Honda | F    | 37 | Ryan Hunter-Reay        | 1-17             |
| Andretti Autosport            | Dallara | Honda | F    | 43 | John Andretti           | 5-6              |
| Newman/Haas/Lanigan Racing    | Dallara | Honda | F    | 02 | Graham Rahal            | 10, 12-14, 16-17 |
| Newman/Haas/Lanigan Racing    | Dallara | Honda | F    | 06 | Hideki Mutoh            | 1-17             |
| Panther Racing                | Dallara | Honda | F    | 4  | Dan Wheldon             | 1-17             |
| Panther Racing                | Dallara | Honda | F    | 20 | Ed Carpenter            | 6                |
| KV Racing                     | Dallara | Honda | F    | 5  | Takuma Sato (R)         | 1-17             |
| KV Racing                     | Dallara | Honda | F    | 8  | E.J. Viso               | 1-17             |
| KV Racing                     | Dallara | Honda | F    | 15 | Paul Tracy              | 6, 10-11         |
| KV Racing                     | Dallara | Honda | F    | 32 | Mario Moraes            | 1-17             |
| AJ Foyt Enterprises           | Dallara | Honda | F    | 14 | Vitor Meira             | 1-17             |
| AJ Foyt Enterprises           | Dallara | Honda | F    | 41 | A. J. Foyt IV           | 6                |
| Dale Coyne Racing             | Dallara | Honda | F    | 18 | Milka Duno              | 1-5, 7-17        |
| Dale Coyne Racing             | Dallara | Honda | F    | 18 | Milka Duno              | 6                |
| Dale Coyne Racing             | Dallara | Honda | F    | 19 | Alex Lloyd (R)          | 1-17             |
| HVM Racing                    | Dallara | Honda | F    | 78 | Simona de Silvestro (R) | 1-17             |
| de Ferran Luczo Dragon Racing | Dallara | Honda | F    | 2  | Raphael Matos           | 1-17             |
| de Ferran Luczo Dragon Racing | Dallara | Honda | F    | 21 | Davey Hamilton          | 6, 14            |
| Dreyer & Reinbold Racing      | Dallara | Honda | F    | 22 | Justin Wilson           | 1-17             |
| Dreyer & Reinbold Racing      | Dallara | Honda | F    | 24 | Mike Conway             | 1-6              |
| Dreyer & Reinbold Racing      | Dallara | Honda | F    | 24 | Graham Rahal            | 8                |
| Dreyer & Reinbold Racing      | Dallara | Honda | F    | 24 | Paul Tracy              | 9                |
| Dreyer & Reinbold Racing      | Dallara | Honda | F    | 24 | J. R. Hildebrand (R)    | 12-13            |
| Dreyer & Reinbold Racing      | Dallara | Honda | F    | 24 | Ana Beatriz (R)         | 14, 17           |
| Dreyer & Reinbold Racing      | Dallara | Honda | F    | 24 | Tomas Scheckter         | 7                |
| Dreyer & Reinbold Racing      | Dallara | Honda | F    | 23 | Tomas Scheckter         | 6                |
| Dreyer & Reinbold Racing      | Dallara | Honda | F    | 23 | Ana Beatriz (R)         | 1                |
| Dreyer & Reinbold Racing      | Dallara | Honda | F    | 25 | Ana Beatriz (R)         | 6                |
| Conquest Racing               | Dallara | Honda | F    | 34 | Mario Romancini (R)     | 1-11             |
| Conquest Racing               | Dallara | Honda | F    | 34 | Francesco Dracone (R)   | 12               |
| Conquest Racing               | Dallara | Honda | F    | 34 | Bertrand Baguette (R)   | 13-17            |
| Conquest Racing               | Dallara | Honda | F    | 36 | Bertrand Baguette (R)   | 3-12             |
| Conquest Racing               | Dallara | Honda | F    | 36 | Francesco Dracone (R)   | 13               |
| Conquest Racing               | Dallara | Honda | F    | 36 | Tomas Scheckter         | 14-15            |
| Conquest Racing               | Dallara | Honda | F    | 36 | Roger Yasukawa          | 16               |
| FAZZT Race Team               | Dallara | Honda | F    | 33 | Bruno Junqueira         | 6                |
| FAZZT Race Team               | Dallara | Honda | F    | 77 | Alex Tagliani           | 1-17             |
| Sarah Fisher Racing           | Dallara | Honda | F    | 66 | Jay Howard              | 6-7, 12, 14      |
| Sarah Fisher Racing           | Dallara | Honda | F    | 67 | Sarah Fisher            | 5-8, 14-15, 17   |
| Sarah Fisher Racing           | Dallara | Honda | F    | 67 | Graham Rahal            | 2-4              |
| Rahal Letterman Racing        | Dallara | Honda | F    | 30 | Graham Rahal            | 6                |
| Bryan Herta Autosport         | Dallara | Honda | F    | 29 | Sebastian Saavedra (R)  | 6                |
| Sam Schmidt Motorsports       | Dallara | Honda | F    | 99 | Townsend Bell           | 6                |

- (R) - Rookie
- Pilotos que disputaram todas as corridas
- Pilotos que disputaram parcialmente a temporada
- Corridas em que o piloto não se qualificou

Notas
- Andretti Autosport: com o fim da parceria entre Michael Andretti e Kim Green, a equipe Andretti-Green Racing passou a se chamar Andretti Autosport.[50]
- Vision: a equipe de Tony George anunciou que não participará da temporada.[51]
- HVM: o piloto neerlandês Robert Doornbos que foi confirmado para disputar a temporada,[52] não a disputou por falta de patrocínio.[53]
- KV Racing: o piloto inglês James Rossiter participou dos treinos de pré-temporada no Alabama com o carro #32, porém a equipe fechou contrato com o brasileiro Mario Moraes.[27]

## Testes de pré-temporada
As sessões de teste foram confirmadas para os dias 24 e 25 de fevereiro, no autódromo Barber Motorsports Park, no Alabama, e no dia 4 de maio no Kentucky Speedway.
No teste de pré-temporada no Alabama o piloto australiano Will Power da equipe Penske foi o mais rápido marcando o tempo de 1:09.8724 no segundo dia de treinos. Já o treino no Kentuck foi cancelado devido a chuva que causou infiltração de água no circuito.
| Sessão | Data            | Local               | Circuito                | Piloto mais rápido | Equipe    | Melhor tempo | Voltas    |
| ------ | --------------- | ------------------- | ----------------------- | ------------------ | --------- | ------------ | --------- |
| 1      | 24 de fevereiro | Birmingham, Alabama | Barber Motorsports Park | Will Power         | Penske    | 1:10.9730    | 19        |
| 2      | 24 de fevereiro | Birmingham, Alabama | Barber Motorsports Park | Ryan Briscoe       | Penske    | 1:10.5052    | 52        |
| 3      | 25 de fevereiro | Birmingham, Alabama | Barber Motorsports Park | Will Power         | Penske    | 1:09.8724    | 54        |
|        |                 |                     |                         |                    |           |              |           |
| —      | 4 de maio       | Sparta, Kentucky    | Kentucky Speedway       | Cancelado          | Cancelado | Cancelado    | Cancelado |

## Resultados
| #  | Grande Prêmio   | Pole Position     | Líder por mais voltas | Vencedor          | Equipe       | Descrição |
| -- | --------------- | ----------------- | --------------------- | ----------------- | ------------ | --------- |
| 1  | São Paulo       | Dario Franchitti  | Dario Franchitti      | Will Power        | Penske       | Descrição |
| 2  | São Petersburgo | Will Power        | Will Power            | Will Power        | Penske       | Descrição |
| 3  | Alabama         | Will Power        | Marco Andretti        | Hélio Castroneves | Penske       | Descrição |
| 4  | Long Beach      | Will Power        | Ryan Hunter-Reay      | Ryan Hunter-Reay  | Andretti     | Descrição |
| 5  | Kansas          | Ryan Briscoe      | Scott Dixon           | Scott Dixon       | Chip Ganassi | Descrição |
| 6  | Indianápolis    | Hélio Castroneves | Dario Franchitti      | Dario Franchitti  | Chip Ganassi | Descrição |
| 7  | Texas           | Ryan Briscoe      | Ryan Briscoe          | Ryan Briscoe      | Penske       | Descrição |
| 8  | Iowa            | Will Power        | Dario Franchitti      | Tony Kanaan       | Andretti     | Descrição |
| 9  | Watkins Glen    | Will Power        | Will Power            | Will Power        | Penske       | Descrição |
| 10 | Toronto         | Justin Wilson     | Will Power            | Will Power        | Penske       | Descrição |
| 11 | Edmonton        | Will Power        | Will Power            | Scott Dixon       | Chip Ganassi | Descrição |
| 12 | Mid-Ohio        | Will Power        | Alex Tagliani         | Dario Franchitti  | Chip Ganassi | Descrição |
| 13 | Sonoma          | Will Power        | Will Power            | Will Power        | Penske       | Descrição |
| 14 | Chicago         | Ryan Briscoe      | Ryan Briscoe          | Dario Franchitti  | Chip Ganassi | Descrição |
| 15 | Kentucky        | Ed Carpenter      | Dan Wheldon           | Hélio Castroneves | Penske       | Descrição |
| 16 | Motegi          | Hélio Castroneves | Hélio Castroneves     | Hélio Castroneves | Penske       | Descrição |
| 17 | Miami           | Dario Franchitti  | Dario Franchitti      | Scott Dixon       | Chip Ganassi | Descrição |

## Pontuação
| 1   | Franchitti   | 7   | 5   | 3   | 12  | 2   | 3   | 1   | 5   | 18  | 3   | 2   | 3   | 1   | 3   | 1   | 5   | 2   | 8   | 602 |
| 2   | Power        | 1   | 1   | 4   | 3   | 12  | 2   | 8   | 14  | 5   | 1   | 1   | 2   | 2   | 1   | 16  | 8   | 3   | 25  | 597 |
| 3   | Dixon        | 6   | 18  | 2   | 4   | 1   | 6   | 5   | 4   | 6   | 8   | 20  | 1   | 5   | 2   | 8   | 7   | 6   | 1   | 547 |
| 4   | Castroneves  | 9   | 4   | 1   | 7   | 4   | 1   | 9   | 20  | 2   | 9   | 24  | 10  | 3   | 5   | 6   | 1   | 1   | 5   | 531 |
| 5   | Briscoe      | 14  | 3   | 6   | 8   | 6   | 4   | 24  | 1   | 4   | 2   | 18  | 4   | 6   | 4   | 11  | 24  | 4   | 4   | 482 |
| 6   | Kanaan       | 10  | 10  | 8   | 5   | 3   | 32  | 11  | 6   | 1   | 21  | 4   | 12  | 17  | 7   | 5   | 4   | 7   | 3   | 453 |
| 7   | Hunter-Reay  | 2   | 11  | 12  | 1   | 5   | 17  | 18  | 7   | 8   | 7   | 3   | 5   | 10  | 8   | 4   | 21  | 9   | 11  | 445 |
| 8   | M.Andretti   | 23  | 12  | 5   | 14  | 13  | 16  | 3   | 3   | 15  | 13  | 8   | 11  | 9   | 12  | 3   | 6   | 11  | 7   | 392 |
| 9   | Wheldon      | 5   | 20  | 11  | 9   | 15  | 18  | 2   | 9   | 11  | 6   | 10  | 20  | 14  | 25  | 2   | 3   | 10  | 9   | 388 |
| 10  | Patrick      | 15  | 7   | 19  | 16  | 11  | 23  | 6   | 2   | 10  | 20  | 6   | 15  | 21  | 16  | 14  | 9   | 5   | 2   | 367 |
| 11  | Wilson       | 11  | 2   | 7   | 2   | 18  | 11  | 7   | 19  | 24  | 10  | 7   | 21  | 27  | 6   | 7   | 11  | 16  | 21  | 361 |
| 12  | Meira        | 3   | 15  | 18  | 11  | 10  | 30  | 27  | 10  | 7   | 19  | 11  | 16  | 15  | 15  | 9   | 23  | 17  | 6   | 310 |
| 13  | Tagliani     | 19  | 6   | 10  | 21  | 8   | 5   | 10  | 18  | 12  | 17  | 17  | 23  | 4   | 14  | 25  | 15  | 13  | 14  | 302 |
| 14  | Matos        | 4   | 8   | 14  | 20  | 16  | 12  | 29  | 16  | 14  | 4   | 21  | 13  | 7   | 21  | 29  | 16  | 18  | 17  | 290 |
| 15  | Moraes       | 24  | 21  | 13  | 6   | 7   | 13  | 31  | 21  | 25  | 5   | 14  | 7   | 12  | 11  | 17  | 18  | 24  | 27  | 287 |
| 16  | Lloyd        | 18  | 23  | 23  | 19  | 19  | 26  | 4   | 8   | 13  | 25  | 23  | 18  | 13  | 10  | 21  | 13  | 21  | 12  | 266 |
| 17  | Viso         | 12  | 17  | 16  | 15  | 27  | 19  | 25  | 11  | 3   | 11  | 19  | 8   | 26  | 19  | 27  | 26  | 15  | 19  | 262 |
| 18  | Mutoh        | 20  | 14  | 15  | 13  | 23  | 9   | 28  | 12  | 20  | 12  | 12  | 17  | 18  | 17  | 13  | 17  | 14  | 20  | 250 |
| 19  | de Silvestro | 16  | 16  | 21  | 17  | 21  | 22  | 14  | 24  | 21  | 24  | 9   | 22  | 8   | 13  | 23  | 25  | 23  | 23  | 242 |
| 20  | Rahal        |     | 9   | 17  | 22  |     | 7   | 12  |     | 9   |     | 5   |     | 20  | 9   | 10  | 20  | 8   | 10  | 235 |
| 21  | Sato         | 22  | 22  | 25  | 18  | 24  | 31  | 20  | 25  | 19  | 15  | 25  | 9   | 25  | 18  | 26  | 27  | 12  | 18  | 214 |
| 22  | Baguette     |     |     | 20  | 24  | 20  | 24  | 22  | 22  | 17  | 18  | 16  | 14  | 11  | 23  | 12  | 10  | 25  | 15  | 213 |
| 23  | Duno         | 21  | 24  | 24  | 25  | 26  | NQ  | NQ  | 23  | 23  | 23  | 26  | 25  | 23  | 22  | 19  | 19  | 19  | 24  | 184 |
| 24  | Romancini    | 17  | 13  | 22  | 23  | 22  | 27  | 13  | 17  | 16  | 22  | 22  | 24  |     |     |     |     |     |     | 149 |
| 25  | Conway       | 8   | 19  | 9   | 10  | 14  | 15  | 19  |     |     |     |     |     |     |     |     |     |     |     | 110 |
| 26  | Fisher       |     |     |     |     | 17  | 29  | 26  | 15  | 22  |     |     |     |     |     | 15  | 22  |     | 22  | 92  |
| 27  | Tracy        |     |     |     |     |     | NQ  | NQ  |     |     | 14  | 13  | 6   |     |     |     | 12  | 22  |     | 91  |
| 28  | Carpenter    |     |     |     |     |     | 8   | 17  |     |     |     |     |     |     |     | 20  | 2   |     | 13  | 90  |
| 29  | Scheckter    |     |     |     |     |     | 20  | 15  | 13  |     |     | 15  | 19  |     |     | 28  | 14  |     |     | 89  |
| 30  | Beatriz      | 13  |     |     |     |     | 21  | 21  |     |     |     |     |     |     |     | 24  |     |     | 26  | 55  |
| 31  | Howard       |     |     |     |     | 25  | NQ  | NQ  | 26  |     |     |     |     | 24  |     | 22  |     |     |     | 44  |
| 32  | J.Andretti   |     |     |     |     | 9   | 28  | 30  |     |     |     |     |     |     |     |     |     |     |     | 35  |
| 33  | Saavedra     |     |     |     |     |     | 33  | 23  |     |     |     |     |     |     |     |     |     |     | 29  | 15  |
| 34  | Carroll      |     |     |     |     |     |     |     |     |     | 16  |     |     | 19  |     |     |     |     |     | 26  |
| 35  | Hildebrand   |     |     |     |     |     |     |     |     |     |     |     |     | 16  | 24  |     |     |     |     | 26  |
| 36  | Hamilton     |     |     |     |     |     | 14  | 33  |     |     |     |     |     |     |     | 18  |     |     |     | 26  |
| 37  | Dracone      |     |     |     |     |     |     |     |     |     |     |     |     | 22  | 20  |     |     |     |     | 24  |
| 38  | Bell         |     |     |     |     |     | 10  | 16  |     |     |     |     |     |     |     |     |     |     |     | 18  |
| 39  | Junqueira    |     |     |     |     |     | 25  | 32  |     |     |     |     |     |     |     |     |     |     |     | 13  |
| 40  | Yasukawa     |     |     |     |     |     |     |     |     |     |     |     |     |     |     |     |     | 20  |     | 12  |
| —   | Foyt IV      |     |     |     |     |     | NQ  | NQ  |     |     |     |     |     |     |     |     |     |     |     | 0   |
| —   | J.Lazier     |     |     |     |     |     | NQ  | NQ  |     |     |     |     |     |     |     |     |     |     |     | 0   |
| Pos | Piloto       | SPO | SPT | ALA | LBH | KAN | IQL | IND | TEX | IOW | WAT | TOR | EDM | MID | SON | CHI | KEN | MOT | HOM | Pts |

| Cor           | Resultado             |
| ------------- | --------------------- |
| Ouro          | Vencedor              |
| Prata         | 2º lugar              |
| Bronze        | 3º lugar              |
| Verde         | 4º ao 5º lugar        |
| Azul          | 6º ao 10º lugar       |
| Roxo          | 11º lugar em diante   |
| Púrpura       | Não terminou          |
| Vermelho      | Não classificado (NQ) |
| Preto         | Desclassificado (DSQ) |
| Branco        | Não começou (NL)      |
| Marrom        | Substituído (S)       |
| Azul claro    | Apenas treino (AT)    |
| Sem cor       | Não participou        |
| Sem cor       | Lesionado (LES)       |
| Sem cor       | Excluído (EX)         |
|               |                       |
| Negrito       | Pole-position         |
| Itálico       | Líder por mais voltas |
| Rookie do ano |                       |
| Rookie        |                       |

Pontuação por prova
| Posição | 1  | 2  | 3  | 4  | 5  | 6  | 7  | 8  | 9  | 10 | 11 | 12 | 13 | 14 | 15 | 16 | 17 | 18 | 19 | 20 | 21 | 22 | 23 | 24 | 25 | 26 | 27 | 28 | 29 | 30 | 31 | 32 | 33 | PP* | VL |
| ------- | -- | -- | -- | -- | -- | -- | -- | -- | -- | -- | -- | -- | -- | -- | -- | -- | -- | -- | -- | -- | -- | -- | -- | -- | -- | -- | -- | -- | -- | -- | -- | -- | -- | --- | -- |
| Pontos  | 50 | 40 | 35 | 32 | 30 | 28 | 26 | 24 | 22 | 20 | 19 | 18 | 17 | 16 | 15 | 14 | 13 | 12 | 12 | 12 | 12 | 12 | 12 | 12 | 10 | 10 | 10 | 10 | 10 | 10 | 10 | 10 | 10 | 1   | 2  |

Pontuação pela posição no grid das 500 Milhas de Indianápolis
| Posição | 1  | 2  | 3  | 4  | 5  | 6 | 7 | 8 | 9 | 10 | 11 | 12 | 13 | 14 | 15 | 16 | 17 | 18 | 19 | 20 | 21 | 22 | 23 | 24 | 25 | 26 | 27 | 28 | 29 | 30 | 31 | 32 | 33 |
| ------- | -- | -- | -- | -- | -- | - | - | - | - | -- | -- | -- | -- | -- | -- | -- | -- | -- | -- | -- | -- | -- | -- | -- | -- | -- | -- | -- | -- | -- | -- | -- | -- |
| Pontos  | 15 | 13 | 12 | 11 | 10 | 9 | 8 | 7 | 6 | 4  | 4  | 4  | 4  | 4  | 4  | 4  | 4  | 4  | 4  | 4  | 4  | 4  | 4  | 4  | 3  | 3  | 3  | 3  | 3  | 3  | 3  | 3  | 3  |

* Exceto nas 500 Milhas de Indianápolis.